# Athens, Georgia
Athens (cunoscut formal ca Athens-Clarke County) este o localitate, un oraș (în engleză city), o municipalitate și reședință a comitatului Clarke, statul Georgia, Statele Unite ale Americii. GR6 Guvernul local al orașului este o entitate oraș-comitat consolidată cu guvernul comitatului Clarke, în care se găsește.
Populația sa fusese de 116.714 locuitori la data efectuării recensământului Uniunii din anul 2000. Localitatea este parte a zonei metropolitane Athens – Comitatul Clarke, care avea, la data aceluiași recensământ o populație de 189.264 de locuitori.

## Geografie

### Clima
| Date climatice pentru Athens, Georgia (Ben Epps Airport), normale 1981–2010 | Date climatice pentru Athens, Georgia (Ben Epps Airport), normale 1981–2010 | Date climatice pentru Athens, Georgia (Ben Epps Airport), normale 1981–2010 | Date climatice pentru Athens, Georgia (Ben Epps Airport), normale 1981–2010 | Date climatice pentru Athens, Georgia (Ben Epps Airport), normale 1981–2010 | Date climatice pentru Athens, Georgia (Ben Epps Airport), normale 1981–2010 | Date climatice pentru Athens, Georgia (Ben Epps Airport), normale 1981–2010 | Date climatice pentru Athens, Georgia (Ben Epps Airport), normale 1981–2010 | Date climatice pentru Athens, Georgia (Ben Epps Airport), normale 1981–2010 | Date climatice pentru Athens, Georgia (Ben Epps Airport), normale 1981–2010 | Date climatice pentru Athens, Georgia (Ben Epps Airport), normale 1981–2010 | Date climatice pentru Athens, Georgia (Ben Epps Airport), normale 1981–2010 | Date climatice pentru Athens, Georgia (Ben Epps Airport), normale 1981–2010 | Date climatice pentru Athens, Georgia (Ben Epps Airport), normale 1981–2010 |
| Luna                                                                        | Ian                                                                         | Feb                                                                         | Mar                                                                         | Apr                                                                         | Mai                                                                         | Iun                                                                         | Iul                                                                         | Aug                                                                         | Sep                                                                         | Oct                                                                         | Nov                                                                         | Dec                                                                         | Anual                                                                       |
| --------------------------------------------------------------------------- | --------------------------------------------------------------------------- | --------------------------------------------------------------------------- | --------------------------------------------------------------------------- | --------------------------------------------------------------------------- | --------------------------------------------------------------------------- | --------------------------------------------------------------------------- | --------------------------------------------------------------------------- | --------------------------------------------------------------------------- | --------------------------------------------------------------------------- | --------------------------------------------------------------------------- | --------------------------------------------------------------------------- | --------------------------------------------------------------------------- | --------------------------------------------------------------------------- |
| Maxima istorică °F (°C)                                                     | 80 (27)                                                                     | 81 (27)                                                                     | 89 (32)                                                                     | 97 (36)                                                                     | 100 (38)                                                                    | 109 (43)                                                                    | 108 (42)                                                                    | 107 (42)                                                                    | 108 (42)                                                                    | 98 (37)                                                                     | 86 (30)                                                                     | 80 (27)                                                                     | 109 (43)                                                                    |
| Maxima medie °F (°C)                                                        | 53.9 (12,2)                                                                 | 58.2 (14,6)                                                                 | 66.2 (19)                                                                   | 74.0 (23,3)                                                                 | 81.8 (27,7)                                                                 | 88.7 (31,5)                                                                 | 91.4 (33)                                                                   | 89.9 (32,2)                                                                 | 84.0 (28,9)                                                                 | 74.4 (23,6)                                                                 | 65.2 (18,4)                                                                 | 55.7 (13,2)                                                                 | 73,6 (23,1)                                                                 |
| Minima medie °F (°C)                                                        | 33.1 (0,6)                                                                  | 36.3 (2,4)                                                                  | 42.5 (5,8)                                                                  | 49.3 (9,6)                                                                  | 58.2 (14,6)                                                                 | 66.4 (19,1)                                                                 | 69.8 (21)                                                                   | 69.3 (20,7)                                                                 | 62.7 (17,1)                                                                 | 51.5 (10,8)                                                                 | 42.4 (5,8)                                                                  | 35.0 (1,7)                                                                  | 51,4 (10,8)                                                                 |
| Minima istorică °F (°C)                                                     | −4 (−20)                                                                    | 3 (−16)                                                                     | 11 (−12)                                                                    | 26 (−3)                                                                     | 37 (3)                                                                      | 45 (7)                                                                      | 55 (13)                                                                     | 53 (12)                                                                     | 36 (2)                                                                      | 24 (−4)                                                                     | 7 (−14)                                                                     | 2 (−17)                                                                     | −4 (−20)                                                                    |
| Precipitații inches (mm)                                                    | 4.05 (102.9)                                                                | 4.48 (113.8)                                                                | 4.42 (112.3)                                                                | 3.14 (79.8)                                                                 | 3.00 (76.2)                                                                 | 4.18 (106.2)                                                                | 4.47 (113.5)                                                                | 3.52 (89.4)                                                                 | 3.94 (100.1)                                                                | 3.55 (90.2)                                                                 | 3.82 (97)                                                                   | 3.73 (94.7)                                                                 | 46,29 (1.175,8)                                                             |
| Zăpadă inches (cm)                                                          | 1.6 (4.1)                                                                   | .8 (2)                                                                      | .9 (2.3)                                                                    | 0 (0)                                                                       | 0 (0)                                                                       | 0 (0)                                                                       | 0 (0)                                                                       | 0 (0)                                                                       | 0 (0)                                                                       | 0 (0)                                                                       | 0 (0)                                                                       | .3 (0.8)                                                                    | 3,5 (8,9)                                                                   |
| Nr. de zile cu precipitații (≥ 0.01 in)                                     | 10.4                                                                        | 9.5                                                                         | 9.3                                                                         | 8.2                                                                         | 8.7                                                                         | 10.8                                                                        | 10.5                                                                        | 9.1                                                                         | 7.7                                                                         | 6.8                                                                         | 8.6                                                                         | 9.9                                                                         | 109,6                                                                       |
| Nr. mediu de zile cu ninsoare (≥ 0.1 in)                                    | .8                                                                          | .5                                                                          | .2                                                                          | 0                                                                           | 0                                                                           | 0                                                                           | 0                                                                           | 0                                                                           | 0                                                                           | 0                                                                           | 0                                                                           | .3                                                                          | 1,8                                                                         |
| Sursă: NOAA (extremes 1884–present)                                         |                                                                             |                                                                             |                                                                             |                                                                             |                                                                             |                                                                             |                                                                             |                                                                             |                                                                             |                                                                             |                                                                             |                                                                             |                                                                             |

## Demografie
Athens (Georgia) - evoluția demografică

|  | Graficele sunt indisponibile din cauza unor probleme tehnice. Mai multe informații se găsesc la Phabricator și la wiki-ul MediaWiki. |

Date: Recensăminte sau birourile de statistică - grafică realizată de Wikipedia